# Dactylopisthes ramit
Espèce
Dactylopisthes ramit est une espèce d'araignées aranéomorphes de la famille des Linyphiidae.

## Distribution
Cette espèce est endémique du Tadjikistan. Elle se rencontre vers le mont Ghissar.

## Description
Le mâle holotype mesure 1,40 mm et la femelle paratype 1,38 mm.

## Systématique et taxinomie
Cette espèce a été décrite par Tanasevitch en 2023.

## Étymologie
Son nom d'espèce lui a été donné en référence au lieu de sa découverte, Ramit.

## Publication originale
- Tanasevitch, 2023 : « A new species of Dactylopisthes Simon, 1884 from Tajikistan (Aranei: Linyphiidae). » Arthropoda Selecta, vol. 32, no 2, p. 220-224.